# Grasporiebultje
Het grasporiebultje  (Didymella glacialis) is een schimmel behorend tot de Didymellaceae. De biotrofe parasiet leeft op stengels van grassen. 

## Verspreiding
In Nederland komt het grasporiebultje zeldzaam voor.